# Чалтыкьян, Георгий Яковлевич

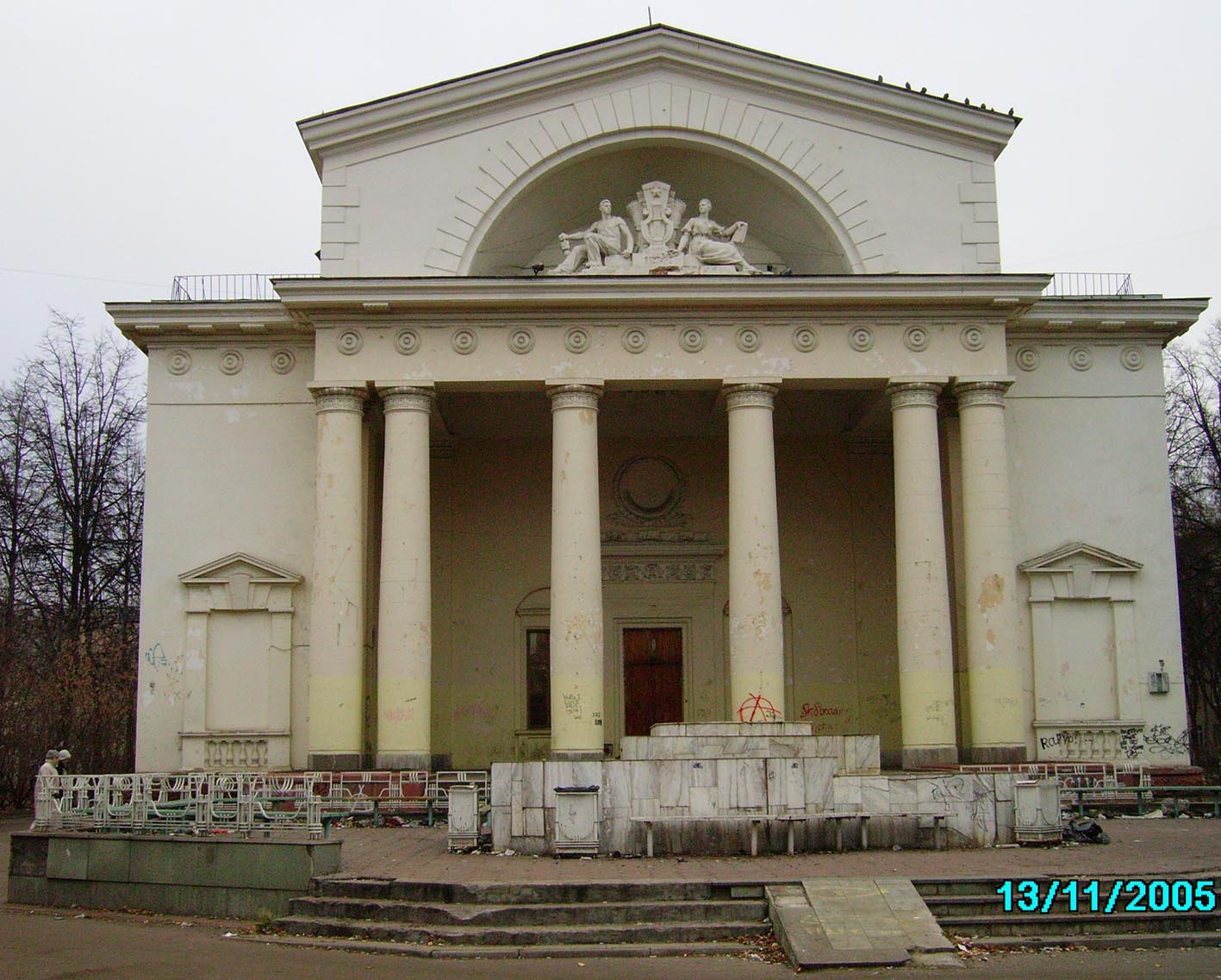
Дом культуры «Строитель»

Георгий Яковлевич Чалтыкьян (Чалтыкян) (6 октября 1908, Карс, Российская империя — 9 августа 1971, Москва, СССР) — советский архитектор. Главный архитектор Первомайского района города Москвы.

## Биография
Георгий Чалтыкьян родился 6 октября 1908 году в городе Карсе, административном центре Карсской области Российской империи в семье прораба. В детстве много времени проводил с отцом на стройках.
В конце 1920-х годов приехал в Москву и поступил в Московский архитектурный институт (МАРХИ). В 1929 году участвовал в строительстве Меланжевого комбината в Иваново-Вознесенске.
В 1932 году Георгий Чалтыкьян окончил (МАРХИ), где остался преподавать на кафедре ассистентом до 1937 года. Занимался педагогической деятельностью вместе с профессором Иваном Сергеевичем Николаевым (1901—1979) и Евгением Михайловичем Поповым (1901—1965). Педагогическую деятельность совмещал с работой в проектном институте «Горстройпроект».
В 1933 году спроектировал три жилых дома в Сталинске (в настоящее время — г. Новокузнецк). Принимал участие в планировке и застройке района «Красный Камень» в Нижнем Тагиле. В частности, в 1934 году построил в Нижнем Тагиле два жилых дома и клуб.
В 1935 году по рекомендации академика Александра Ованесовича Таманяна встретился с архитектором Иваном Владиславовичем Жолтовским. Чалтыкьян работал с Жолтовским над проектом дома уполномоченного ВЦИК в Сочи (ныне Сочинский художественный музей имени Дмитрия Жилинского). С 1939 года работал в системе Мосгорисполкома.
Работал в проектной мастерской Всесоюзной сельскохозяйственной выставки. В 1939 году спроектировал павильон «Воронежская, Курская и Тамбовская области» и главный ресторан для ВСХВ.
Участник Великой Отечественной войны. В 1941 году был призван в армию. Лейтенант сапёрных войск, минировал подступы к Москве. Для нужд армейского штаба разработал сборно-разборные дома, которые перемещали вместе с передвижением войск. Демобилизован в 1944 году.
В 1946—1952 годах Г. Я. Чалтыкьян — главный архитектор Сталинского района города Москвы. Облик послевоенного Измайлова во многом его заслуга. Каждый проект застраиваемого участка рассматривался главным архитектором, который вносил замечания, требования, предложения. Зачастую он составлял и развертку улицы, на которую опирались другие архитекторы, проектирующие на ней дома. Однако в этот период Чалтыкьян не только администрировал и контролировал архитектурно-строительный процесс в районе, но и сам выступал в качестве автора проекта. В Измайлове представлен целый спектр его построек от деревянных двухэтажных домов до районного Клуба-кинотеатра и помпезных магистральных домов. В личном деле архитектор указал, что всего в Измайлове им построено 28 жилых домов. Далеко не все сохранились, некоторые до сих пор не удалось определить. Но большинство авторских построек Чалтыкьяна известно. Их отличает стилистическое единство, высокий профессионализм, тонкое внимание к деталям, определенный набор элементов, прослеживающийся от постройки к постройке: проработка входных групп здания, полуциркульное окно с расстекловкой «солнцем», использование определенных типовых элементов, как, например, межоконная пилястра.
В конце 1940-х годов Г. Я. Чалтыкьян создал проект застройки деревянными домами 8-й Парковой улицы, который, к сожалению, остался только на бумаге.
Одна из его ранних построек в Измайлове — деревянный дом для сотрудников организации «Мосэнергоремонт» (1949 г., 5-я Парковая ул., д. 27а, в настоящее время снесён).
В последующие годы в Измайлове по проектам Г. Я. Чалтыкьяна построены: главное общественное здание района — Дом культуры «Строитель» (1952 г., проект отмечен республиканской премией), дом работников Метрополитена (1952 г., Первомайская ул., д. 4), дома работников Московского электролампового завода (МЭЛЗ, 1951—1953 гг., 2-я Парковая ул., д. 11, д. 18; Первомайская ул., д. 30), дом работников Фабрики № 14 ГУТП, известной производством глобусов (1950 г., 4-я Парковая, д. 11), дом института Гипроцветмет Министерства металлургической̆ промышленности (1953 г., 4-я Парковая ул., д. 9/21) и еще два дома по тому же проекту (Нижняя Первомайская ул., д. 10; 13-я Парковая ул., д. 11), два жилых дома на 13-й Парковой улице (д. 2, 4), три уже снесенных дома на Средней Первомайской улице.
С 1953 года Г. Я. Чалтыкьян работал в институте «Моспроект», возглавлял планировочную бригаду мастерской, занимался проектированием столичных районов Давыдково и Кунцево. Был одним из авторов квартала 19-этажных жилых домов на Ленинском проспекте и 16-этажных — на проспекте Вернадского. На площади имени Гагарина по проектам Г. Я. Чалтыкьяна был застроен жилой массив с размещением магазинов «Дом обуви», «Дом ткани» и «Дом фарфора». Один из авторов застройки улицы Удальцова многоэтажными жилыми домами (1961—1963), а также кварталов 32—35 Юго-Запада. Он автор здания Центрального дома радиоэлектроники, 24-этажного общежития студентов и аспирантов МГУ, кинотеатра «Звёздный» на проспекте Вернадского (1971—1975), больничного комплекса на улице Вавилова, бассейна в 25-м квартале Юго-Запада. За строительство 19-этажных жилых домов в Давыдкове был удостоен премии Совета Министров СССР.
Член Союза архитекторов СССР с 1932 года. Член КПСС с 1950 года. Депутат Сталинского районного совета города Москвы (1950—1953). Занимался общественной работой: состоял в секции теории и критики в Союзе архитекторов, был председателем цехкома, ответственным редактором стенной газеты, пропагандистом.
После окончания института жил по адресу: Песчаная улица, 18А (деревянный двухэтажный дом, не сохранился). Во второй половине 1940-х годов переехал в Измайлово, в брусковый двухэтажный дом по адресу: Первомайская улица, 25Ж, который находился между 5-й и 6-й Парковой (более поздняя нумерация: 6-я Парковая улица, 27А).
Умер 9 августа 1971 года. Похоронен на 2-м участке Армянского кладбища в Москве.

## Семья

Семейное захоронение Чалтыкьянов на Армянском кладбище

Первая жена Моника Даниловна Кафриэлянц (1906—1980) — чертежник в конструкторском бюро.
Дочь Сюзанна Георгиевна Чалтыкьян (род. 1936) — переводчик с французского языка.
Сын Армен Георгиевич Чалтыкьян (1937—1994) — архитектор, художник, скульптор, член МОСХ.
Внучка Дарья Арменовна Чалтыкьян (род. 1969) — художник-модельер, художник-иллюстратор, член МОСХ.
Вторая жена Елена Антоновна Чалтыкьян.

## Достижения
- Орден Трудового Красного Знамени;
- Орден Красной Звезды;
- Премия Совета Министров СССР (1973, посмертно) — за застройку района Давыдково в Москве[16][17].